# 卡塔尼亚地铁
卡塔尼亚地铁（意大利语：Metropolitana di Catania），是意大利卡塔尼亚市的地铁系统。卡塔尼亚于1999年6月开通。现有1条线路，11个车站，全长8.8公里，僅10個車站、7公里長的路段營運中。

## 歷史

2010年卡塔尼亞地鐵

### 地鐵前身
卡塔尼亞地鐵的前身為環埃特納火山鐵路 (FCE)，該線路於1895年開通，1898年全線通車，通車時路線全長約114.7公里，為一條軌距950mm的窄轨铁路。儘管這條鐵路線對卡塔尼亞的交通一直很有幫助，然而1960年代之後，隨著私人車輛增加，該鐵路線經過市區的路段因為干擾市區車輛交通屢受批評，於是出現將市區段改造為地鐵的想法。

### 改造工程
改造工程於1986年開始，工程主要為：軌距改為1435mm的標準軌距和電氣化，在電氣化部分，卡塔尼亞地鐵選擇義大利國鐵的3k伏特直流電，並以架空線供電，與多數地鐵使用的750或1500伏特直流電、第三軌供電不同。另外最初路線中包含1.8公里的地面段，僅鋪設單線鐵路。

### 開通
1999年6月27日，地鐵首段開通，共有6個車站，全長3.8公里，其中 2 公里為地下複線鐵路（博爾戈站 - 加拉泰亞站段），1.8 公里為地面單線鐵路（加拉泰亞站 - 卡塔尼亞港口站段）。地鐵開通的同時，環埃特納火山鐵路的市區段也結束營運並被拆除。不過地鐵仍由環埃特納火山鐵路的營運商FCE營運。

### 路線延長
2000年路線延長的工程開始，但工程屢屢因為各種地質、建築、下水道問題被迫暫停。首段開通17年之後，新路段終於在2016年通車，開通兩個新車站：卡塔尼亚中央车站站和斯泰西科羅站，不過這兩個車站位於新建的地下化路線上，與舊有的1.8公里為地面單線路段平行，因此FCE在新路段開通同時，將1.8公里的地面單線路段與卡塔尼亞港口站停運，至今沒有恢復使用的規劃。
2017年地鐵再開通西側3個車站，2021年7月27日又在原路線上增開一座車站。

## 列車

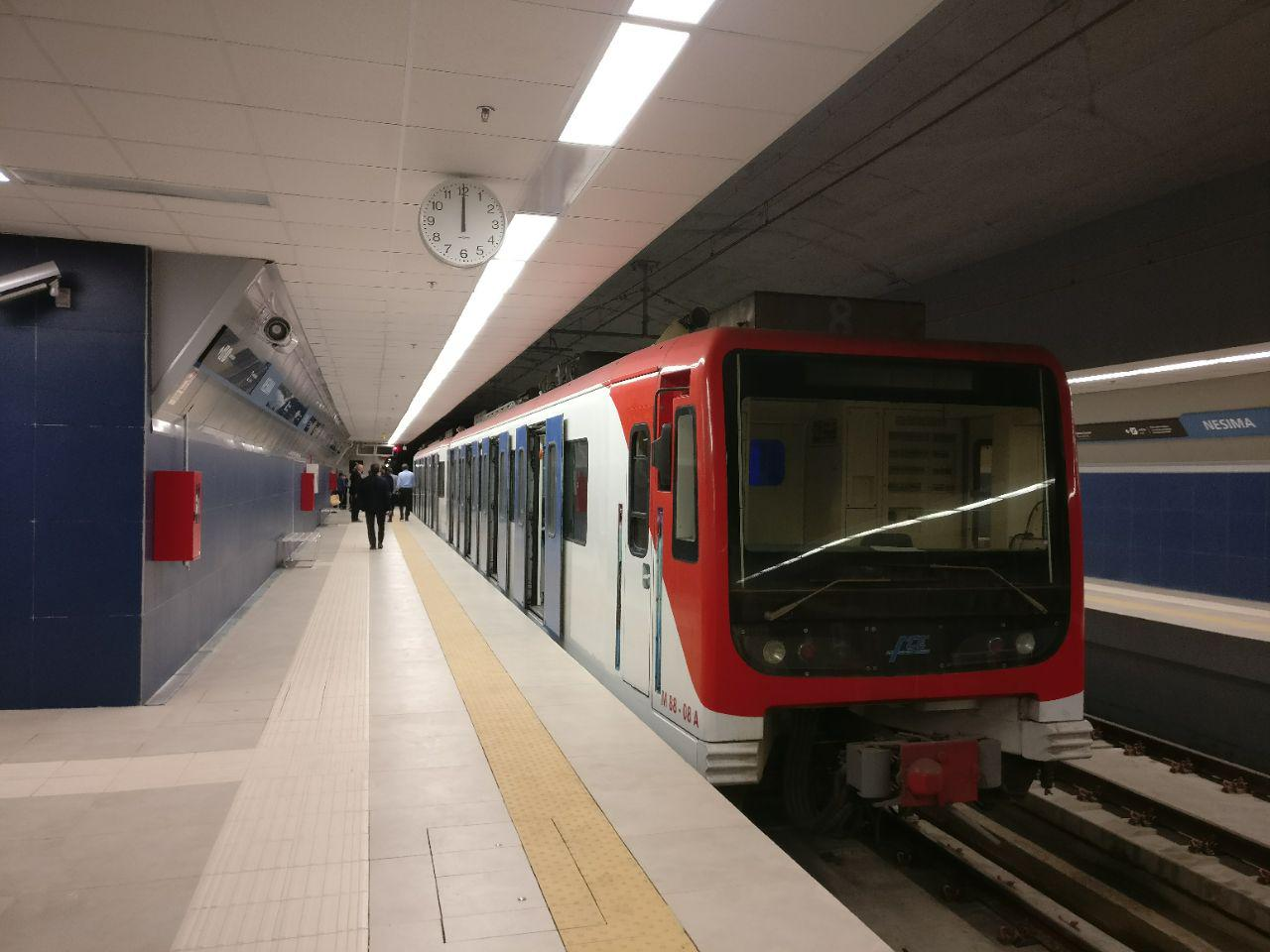
FCE M-88型電力動車組

1999年卡塔尼亞地鐵開通之初，由於訂購的列車尚未完成製造，因此向翁布里亞中央鐵路公司 (FCU)，租借3節斯坦加-特克諾馬西奧軌道車，這3節車廂於1957年製造，FCE給予編號E101到E103。FCE為地鐵訂製的列車於2001年交付，3節舊車廂便停止使用，並於2005年歸還FCU。
2001年FCE為地鐵訂製的列車交付，該列車由義大利的列車製造商製造，稱為FCE M-88型電力動車組。列車2節一組，於1998年開始生產，2001年交付4組，2008年交付1組，2011年交付3組，目前共有8組列車。營運時以1組列車營運，每組列車載客量為442人，列車最高速度為120公里/小時。
2018年FCE決定購買新列車，以應付路線延長，目前計畫增購54節列車，一樣以2節一組，可編為27組營運，未來可能增購中間車，或使用重聯的方式，增至3或4節編組運行。新列車的製造商與M-88型相同，最初10節車廂的合約價格約為400萬歐元。2021年9月開始交付，2022年4月1日开始投入使用，新列车称为FCE CT0型電力動車組。

## 營運

### 票價
FCE收費以時間計價，基本票價為90分鐘票，票價1歐元；單日票票價則為2歐元，效期自發售至隔日0：00；也有發售地鐵與公共汽車的聯合票券，效期為120分鐘，票價1.2歐元。另外FCE也發售定期票，效期自1個月至1年不等，票價15至120歐元，中學生可以購買16歐元的地鐵、公交聯合月票。從2015年4月開始FCE也接受電子票證，2018年10月開始，卡塔尼亚大学的學生可以享有免費搭乘卡塔尼亞地鐵與公交的權益，不過機場巴士除外。

### 營運時間
目前地鐵每天運行，週一至週六6：40開始營運，週日與假日8：30開始營運，每天22時發出末班車。星期一到星期五下午 3：10之前，列車班距為 10 分鐘。星期一到星期五下午 3：10之後及週末和節假日班距為 15 分鐘。

## 未來計畫
卡塔尼亞地鐵目前計畫朝西北和西南兩個方向延伸。

### 西南方向
卡塔尼亞地鐵在西南方向計畫延伸至卡塔尼亞-豐塔納羅沙機場，從目前終點站斯泰西科羅站開始延伸6.8公里，設置8座車站，其中2.2公里的隧道已在建設中，計畫2023年建成，將先用於列車調度試驗，等到其餘路段完工後才投入營運。剩餘路段於2021年8月簽訂工程合約，計畫2022年上半年動工，2025年完工。

### 西北方向
西北方向延伸目前分為三階段進行，第一階段從目前西端終點延伸2站，約1.7公里， 該路段於2015年動工，原定2018年通車，但由於承包公司的問題，進度嚴重落後，目前仍未完工，計畫完工的時間已延遲至2022年上半年。第二階段長度2.1公里，新建2座車站，工程合約於2021年4月簽訂，計畫2022年上半年動工，2024年完工。該段完工後地鐵將長達19.4公里，有23座車站。
至於第三階段目前尚在規劃中，該段將長達11.5公里，新建5座車站，2021年4月，義大利中央政府宣布，該路段列入國家復興計畫之中。

### 單軌路線
埃特納單軌為卡塔尼亞於2015年提出的新路線計畫，計畫建設2條新路線，採用單軌鐵路技術，連接卡塔尼亞與北方郊區，2條路線分別為綠線和橘線，綠線長12公里，有11個車站；橘線長10公里，有7個車站，兩條線沒有轉乘站，計畫以BRT連接兩線，橘線有與地鐵的轉乘站。計畫採用56列2節車廂編組營運，每列可載運200人。計畫在2015年提出之後，一直被擱置，2021年卡塔尼亞向中央政府遞交該計畫，希望列入優先項目推動，目前計畫兩條路線成本為4.8億歐元。

## 外部連結
- 環埃特納火山鐵路 (FCE) （页面存档备份，存于）（意大利文）| 營運中     | - 貝爾加莫-阿爾比諾 - 卡尼亞里 - 佛羅倫斯 - 墨西拿 - 梅斯特雷 - 米蘭 - 米蘭-林比亞泰 - 拿玻里 - 巴都亞 - 巴勒莫 - 羅馬 - 薩薩里 - 杜林 - 的里雅斯特-奧皮奇納 |
| 已結束營運 | - 波隆那 - 熱那亞 - 的里雅斯特 |

| 營運中     | - 安科納 - 波隆那 - 卡尼亞里 - 基替 - 熱那亞 - 拉斯佩齊亞 - 萊可仕 - 米蘭 - 摩德納 - 那不勒斯 - 帕瑪 - 里喬內 - 羅馬 - 聖里摩 |
| 已結束營運 | - 的里雅斯特 || - 论 - 编 欧盟境內地铁系统 | - 论 - 编 欧盟境內地铁系统                                               |
| -------------------------- | ------------------------------------------------------------------------ |
| 奥地利                     | 维也纳                                                                   |
| 比利时                     | 布鲁塞尔                                                                 |
| 保加利亚                   | 索菲亚                                                                   |
| 捷克                       | 布拉格                                                                   |
| 丹麦                       | 哥本哈根                                                                 |
| 芬兰                       | 赫尔辛基                                                                 |
| 法國                       | 巴黎 · 里昂 · 马赛 · 里尔 · 图卢兹 · 雷恩                                |
| 德国                       | 柏林 · 漢堡 · 慕尼黑 · 纽伦堡                                            |
| 希腊                       | 雅典 · 塞萨洛尼基（）                                                    |
| 匈牙利                     | 布达佩斯                                                                 |
| 義大利                     | 罗马 · 米兰 · 都灵 · 热那亚 · 卡塔尼亚 · 布雷西亚 · 那不勒斯             |
| 荷蘭                       | 阿姆斯特丹 · 鹿特丹                                                      |
| 波蘭                       | 华沙                                                                     |
| 葡萄牙                     | 里斯本 · 波爾圖                                                          |
| 羅馬尼亞                   | 布加勒斯特                                                               |
| 西班牙                     | 马德里 · 巴塞罗那 · 畢爾包 · 帕爾馬 · 塞维利亚 · 瓦倫西亞 · 圣塞瓦斯蒂安 |
| 瑞典                       | 斯德哥尔摩                                                               |
| 參見                       | 歐洲路面電車與輕軌列表                                                   |